# Саксонське королівство

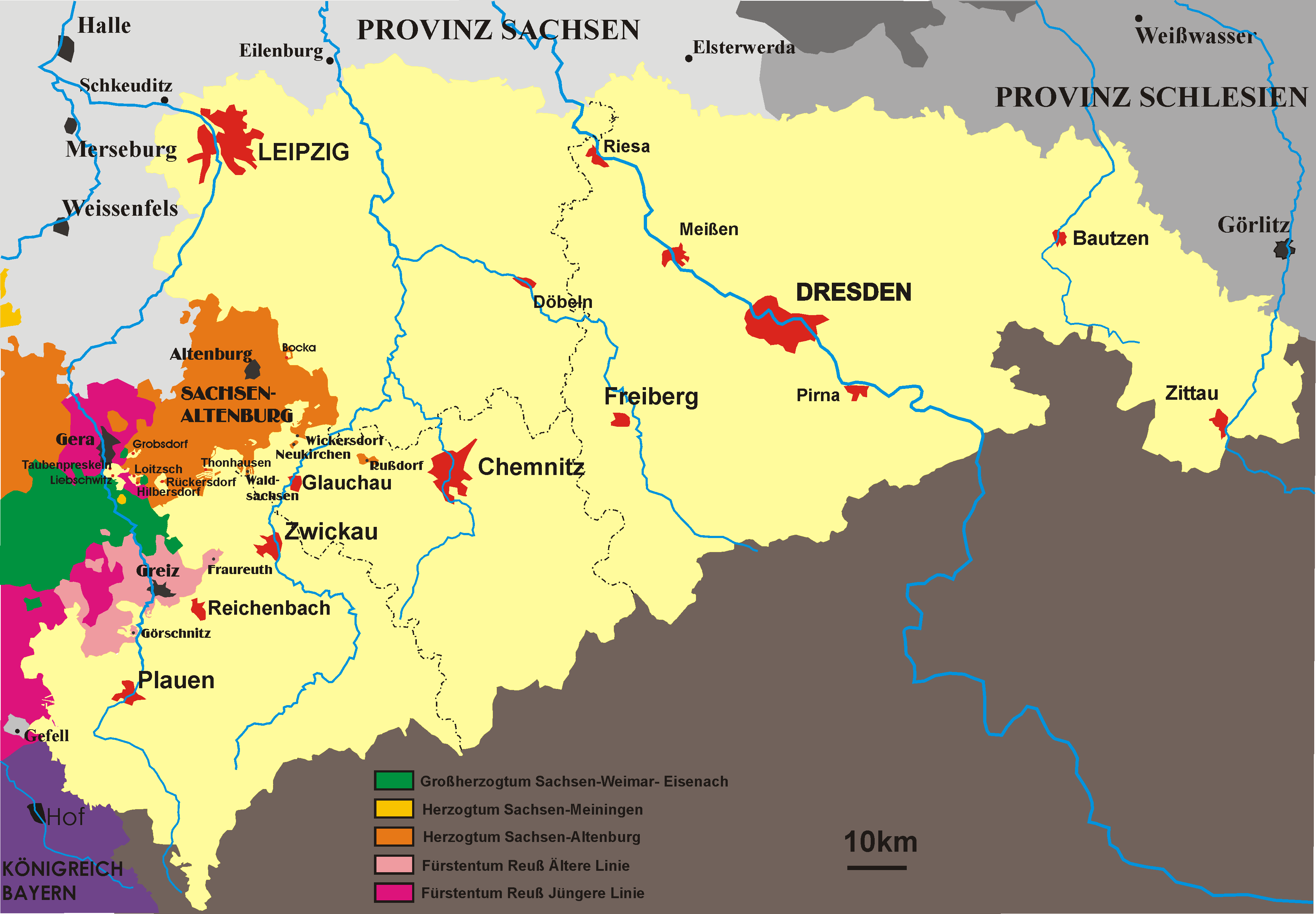
Карта Саксонії. 1900

Саксонське королівство (нім. Königreich Sachsen) — держава, що існувала в 1806—1918 роках на території сучасної Німеччини. З 1871 р. Саксонія була частиною Німецької імперії, до її скасування після Першої світової війни. Столиця — Дрезден, її сучасний наступник — земля Вільна держава Саксонія.

## Історія
До 1806 року Саксонія була частиною Священної Римської імперії, а правителі країни мали титул курфюрстів. Після поразки імператора Франца II в битві з Наполеоном під Аустерліцом, курфюрство за підтримки Франції стало незалежним королівством, а саксонський курфюрст Фрідріх Август III отримав титул короля Саксонії та ім'я Фрідріх Август I. У 1815 році, на Віденському конгресі, обговорювалося питання щодо статусу Саксонії. Франція рішуче заперечила приєднання Саксонії до Пруссії. Зрештою, конгрес висловився за розділ Саксонії. Саксонія втратила 40 % своєї території, включаючи Віттенберг — основне місто протестантської реформації. Крім того, Фрідріх-Август відмовився від прав на Варшавське герцогство. В цьому ж році королівство доєдналося до Німецького союзу. Під час подій 1849 року король Фрідріх Август II відмовився визнати нову імперську конституцію; в Дрездені відбулося повстання; король з сім'єю сховався в фортеці Кенігштейн; війська, підкріплені прусськими батальйонами, зайняли Дрезден після кривавої розправи з народом (9 травня); почалися арешти, розшуки, процеси; тисячі обвинувачених були засуджені, але Фрідріх Август смертні вироки скасував, а решта покарання пом'якшив.
Під час Австро-прусської війни 1866 року, Саксонія боролася на боці Австрії. В цьому ж році Саксонія стала частиною Північнонімецького союзу — пруського сателіта. Після перемоги Пруссії в війні з Францією в 1871, Саксонія, як і інші члени союзу, стала частиною Німецької імперії на чолі з Вільгельмом I зберігаючи статус королівства. У 1918 році, в результаті поразки Німеччини у Першій світовій війні та після Листопадової революції, король Саксонії змушений був відректися від престолу, після чого Саксонія стала називатися вільною державою і увійшла до складу Веймарської республіки.

## Список королів Саксонії
- Фридріх Август І (1806—1827).
- Антон І (1827—1836)
- Фридріх Август II (1836—1854)
- Йоганн І (1854—1873)
- Альберг І — (1873—1902)
- Георг І (1902—1904)
- Фрідріх Август III (1904—1918)